# Villa Chlupsa (Kadaň)
Villa Chlupsa (čp. 840) je vilový dům v Kadani. Nachází se ve Fibichově ulici (dříve Goethova) v předměstské vilové čtvrti dříve známé jako čtvrť Svatovojtěšská. Tvůrcem projektu je významný kadaňský vilový architekt a stavitel Johann Petzet. Vznik projektu a výstavbu inicioval učitel Eduard Chlupsa z Plzně. Stavební práce byly dokončeny roku 1926.

## Výstavba
V dubnu 1926 si učitel Eduard Chlupsa zažádal u městského úřadu v Kadani o povolení pro stavbu rodinné vily na parcele, kterou zakoupil od dědiců po zemřelém Fritzu Taschlerovi. Parcela se nacházela ve Fibichově ulici (tehdy Goethova), a sice na nároží směrem k Mánesově ulici (tehdy Beethovenova) hned vedle tzv. Sixtusklause čili Sixtovy poustevny. Byla to nevelká výklenková kaple se sochou sv. Sixta, římského biskupa a mučedníka z 2. století. Tento světec je pro Kadaň příznačný, neboť v Norimberku bývá řazen mezi tzv. Čtrnáct sv. Pomocníků a kadaňský františkánský klášter s kostelem Čtrnácti sv. Pomocníků byl již od středověku důležitým poutním místem tohoto společenství světců. Drobná sakrální stavba Sixtovy poustevny s vilovou výstavbou ve Svatovojtěšské čtvrti zanikla. Nově vybudovaná Villa Chlupsa však byla, snad jako náhrada za odstraněnou Sixtovu poustevnu, ozdobena na nárožním sloupku oploceným kamenným výklenkem se sochou Panny Marie, který byl však v 80. letech 20. století odstraněn.
Jelikož Eduard Chlupsa v době výstavby vily bydlel v Plzni, zastupoval jej při jednání s kadaňskými úřady architekt a stavitel Johann Petzet. Stavební povolení bylo vydáno v květnu 1926 a ještě v srpnu téhož roku bylo zažádáno o kolaudaci novostavby a přidělení čísla popisného. Koncem srpna 1926 se tedy ve vile sešla kolaudační komise pod vedením Dr. Hanse Klitznera, městského radního a profesora kadaňského gymnázia. Komise sice shledala stavbu obyvatelnou, kvůli přetrvávající silné vlhkosti však doporučila pravidelné větrání.

## Majitelé
Stavebník a prvním majitel Villy Chlupsa byl učitel Eduard Chlupsa. Narodil se roku 1886 v Plzni, a sice do tradiční plzeňské česko-německé rodiny. Krátce po studiích, která absolvoval nejspíše na učitelských ústavech v Plzni a Praze, se roku 1909 oženil s Elly Plank (*1889), taktéž pocházející z Plzně. Roku 1922 se manželům Chlupsovým narodil syn, po otci pojmenovaný jako Eduard. Od roku 1926 obývala rodina svou vilu v Kadani, přičemž Eduard Chlupsa zde působil jakožto odborný pedagog na měšťanské škole. V Kadani se roku 1928 Eduardovi a Elly Chlupsovým narodil ještě druhý syn, který dostal jméno Josef.
Už v roce 1932 se však rodina z neznámých důvodů stěhuje z Kadaně zpět do Plzně. Kde pak Eduard Chlupsa roku 1942 umírá ve věku pouhých padesáti šesti let.
Od rodiny Chlupsových vilu ještě roku 1932 odkoupili manželé Anton a Anna Walterovi. Anna Walter však po několika rocích, zřejmě někdy v letech 1936/1937, ovdověla a vilu proto pronajímala několika rodinám a jednotlivcům současně. Pronájem vily jí pravděpodobně zajišťoval hlavní obživu. Anna Walter vlastnila dům až do roku 1945, kdy jí byl zkonfiskován a ona sama byla následně jakožto Němka vypovězena z Kadaně i Československa do okupovaného Německa.